# Anneke van den Bergh-Braam
Anneke van den Bergh-Braam (Gendt, 16 januari 1927 – Amsterdam, 26 januari 2014) was een verpleegkundige die in 1986 de eerste hoogleraar Verplegingswetenschappen in Nederland werd. Van den Bergh-Braam begon in 1947 met de verpleegstersopleiding in het St. Elisabeth Ziekenhuis Tilburg, waarna ze vanaf 1952 de docentenopleiding volgde aan de Katholieke Hogere School voor Verpleging (KHSV) in Nijmegen. Ze oriënteerde zich in Frankrijk en Engeland om in ziekenhuizen te zien hoe de opleiding voor verpleegkundigen daar geregeld was.
In 1972 begon ze aan de studie sociologie in Nijmegen, gestimuleerd door de gedachte dat er in de verpleegkunde veel te weinig werd gedaan aan onderzoek en theorievorming. In 1984 promoveerde ze op het proefschrift De hoofdverpleegkundige in het ziekenhuis. In haar afscheidscollege in 1991 benadrukte ze nog eens het belang van deugdelijk verpleegkundig onderzoek en het voordeel daarvan voor de patiënt.